# 1551 Argelander
Argelander (asteróide 1551) é um asteróide da cintura principal, a 2,2357781 UA. Possui uma excentricidade de 0,0662315 e um período orbital de 1 353,25 dias (3,71 anos).
Argelander tem uma velocidade orbital média de 19,24854895 km/s e uma inclinação de 3,76368º.
Esse asteróide foi descoberto em 24 de Fevereiro de 1938 por Yrjö Väisälä.